# H2N2亜型
H2N2亜型（えいちにえぬにあがた Influenza A virus subtype H2N2）はA型インフルエンザウイルスの亜型の一つである。
アジアかぜとしてパンデミック（世界的流行）を起こしたウイルスもこの亜型の株である。

## 概要
H2N2の変異株はアジアかぜと呼ばれるパンデミックを起こし、1956年から1958年の間に流行した。